# Al-Shabaka
Al-Shabaka, The Palestina Policy Network, es un think tank transnacional independiente, cuya misión es educar y fomentar el debate público sobre los derechos humanos palestinos y la autodeterminación dentro del marco del derecho internacional.

## Historia
Al-Shabaka se fundó en 2010 y fue descrito como "el primer comité de expertos independiente de Palestina". Al-Shabaka fue registrada en California en 2009 como red de política para Oriente Medio operando con el nombre Al-Shabaka: The Palestina Policy Network.
Entre los miembros fundadores se encuentra Nadia Hijab que actualmente ocupa el cargo de Presidenta Honoraria del Consejo.
Según Cherine Hussein, académica del Instituto Sueco de Asuntos Internacionales, el lanzamiento de Al-Shabaka fue una "iniciativa significativa" de "intelectuales [palestinos]" y fue lanzado "para poner una voz política palestina más fuerte en el mapa". Su trabajo "está dirigido principalmente a los palestinos preocupados, así como a las comunidades políticas árabes e internacionales". En una revisión de la literatura académica de 2021, el antropólogo Sa’ed Atshan cita a Al-Shabaka como una contribución al "ecosistema" de la antropología de Palestina.

## Reconocimientos
Al-Shabaka ha aparecido en el Informe Global Go To Think Tank Index, elaborado por el Programa de Think Tanks y Sociedades Civiles (TTCSP) del Instituto Lauder de la Universidad de Pensilvania, de 2013 a 2020. Al-Shabaka se ubicó entre el puesto 35 y 33 de 85 en la 'Mejor red de think tanks'.